# Right Now (албум на Атомик Китън)
„Right Now“ е първият студиен албум на британската поп-група Атомик Китън издаден през март 2000 (оригинална версия) и през август 2001 (преиздадена версия с вокалите на Джени Фрост). Албумът достига номер едно във Великобритания и с общи продажби от 632 379 копия във Великобритания получава платинена сертификация.

## Списък с песните

### Оригинален траклист
1. „Right Now“ – 3:35
2. „Follow Me“ – 3:15
3. „Cradle“ – 3:45
4. „I Want Your Love“ (албумна версия) – 3:15
5. „See Ya“ – 2:52
6. „Whole Again“ – 3:03
7. „Bye Now“ – 3:29
8. „Get Real“ – 3:39
9. „Turn Me On“ – 3:40
10. „Do What You Want“ – 4:02
11. „Hippy“ – 2:48
12. „Strangers“ – 2:44

### Японско издание
1. „Right Now“ – 3:35
2. „See Ya“ – 2:52
3. „Hippy“ – 2:50
4. „All the Right Things“ – 3:19
5. „Whole Again“ – 3:19
6. „Cradle“ – 3:18
7. „Real Life“ – 3:18
8. „Do What You Want“ – 3:43
9. „Bye Now“ – 3:57
10. „Holiday“ – 3:05
11. „Strangers“ – 2:49
12. „Right Now“ (Dance Man Remix) – 4:10

### Японско издание (бонус трак)
1. „Daydream Believer“ – 3:07

### Преиздание
1. „Right Now“ – 3:35
2. „Follow Me“ – 3:15
3. „Whole Again“ – 3:05
4. „Eternal Flame“ – 3:30
5. „Tomorrow and Tonight“ – 3:26
6. „Get Real“ – 3:40
7. „Turn Me On“ – 3:42
8. „Hippy“ – 2:50
9. „You Are“ – 3:33
10. „Cradle“ – 3:50
11. „Bye Now“ – 3:32
12. „Strangers“ – 2:44
13. „See Ya“ – 2:52
14. „I Want Your Love“ (албумна версия) – 3:15